# توکو (مانگا)
توکو (特公 Tokkō) یک سری مانگای ژاپنی است که توسط تورو فوجیساوا نوشته و طراحی شده است. این سری توسط انتشارات کودانشا به تعداد ۳ جلد تانکوبون از فوریه تا آوریل ۲۰۰۴ در مجلهٔ افترنون به چاپ می‌رسید. دنبالهٔ مجموعه مانگا نیز تحت عنوان توکو زرو از ژوئیه ۲۰۱۳ تا مارس ۲۰۱۶ در ماهنامه هیروز منتشر شد، و فصل‌های آن در چهار جلد تانکوبون جمع‌آوری شدند.
یک مجموعه تلویزیونی انیمه ۱۳ قسمتی نیز بر اساس نسخه مانگا توسط استودیوهای ای‌آی‌سی اسپریتز و گروپ تاک و به کارگردانی ماساشی آبه دستمایه اقتباس قرار گرفت که برای اولین بار از ۱۵ آوریل تا ۲۹ ژوئیه ۲۰۰۶ در شبکه WOWOW پخش شد.

## داستان
در سال ۲۰۱۱، جوانی به نام رانمارو شیندو به همراه خواهر کوچکترش سایا در توکیو زندگی می‌کند. آن‌ها پنج سال پیش از ماچیدا نقل مکان کردند، پس از آنکه والدینشان در یک کشتار وحشیانه در مجتمع آپارتمانی‌شان به دست مهاجمان ناشناس به قتل رسیدند. مهاجمان تقریباً تمام ساکنان چند ساختمان را بی‌رحمانه کشته بودند. رانمارو مدتی است که خواب‌های تکراری می‌بیند: دختری خالکوبی‌شده و خون‌آلود که شمشیری غول‌آسا در دست دارد و در میان اجساد ایستاده است. این خواب‌ها اخیراً بیشتر شده‌اند. امروز روز فارغ‌التحصیلی کلاس اوست و او به عنوان مأمور نیروی ویژه تحقیقات سیار (توکی) مشغول به کار می‌شود. او به این سازمان پیوسته تا دربارهٔ مرگ والدینش تحقیق کند.
در روز فارغ‌التحصیلی، او دختر خواب‌هایش را با یونیفرم پلیس می‌بیند. نام او ساکورا روکوجو است، همکلاسی‌اش و عضو واحد ویژه ایمنی عمومی (توکو). دیگر اعضای اصلی این تیم عبارتند از: کوره‌ها سوزوکا، نابغه جوان؛ تاکرو اینوکایی، مرد قوی‌هیکل و ساکت؛ و رهبرشان ریوکو ایبوکی. شایعات زیادی دربارهٔ توکو وجود دارد؛ ازجمله اینکه آنها از شمشیر برای اعدام مجرمان استفاده می‌کنند و در صحنه‌های جرمی که توکو بررسی می‌کند، اغلب اعضای قطع‌شده بدن یافت می‌شود. برخی حتی می‌گویند که آن‌ها انسان نیستند.
وقتی یگان رانمارو در حال بررسی یک قتل وحشتناک دیگر است، یکی از شاهدان ادعا می‌کند که یک شیطان دیده است، که در صحنه‌های خونین دیگر نیز شایعه شده بود. در آنجا با انسان‌هایی روبرو می‌شوند که لاروهای انگلیِ سخنگو با صورت انسان از بدنشان بیرون زده و در برابر سلاح‌ها نفوذناپذیر هستند. شیاطین به رانمارو اشاره می‌کنند که او نیز رایحهٔ میچیدا می‌دهد و به او حمله می‌کنند، اما ساکورا و توکو او را نجات می‌دهند. او توضیح می‌دهد که آن‌ها فقط هیولاهای کوچکتری بودند که برای هدف قرار دادن بازماندگان حادثه میچیدا کنترل می‌شدند. کمی بعد، تیم رانمارو در مورد قطع عضو کردن‌های خشونت‌آمیز قبلی تحقیق می‌کند و متوجه می‌شود که اکثر آن‌ها شاهدانی دارند که ادعا می‌کنند شیاطین را دیده‌اند و این حوادث از زمان ظهور میچیدا رو به افزایش بوده است. ساکورا به زودی برای رانمارو فاش می‌کند که حادثه ماچیدا توسط هیولاها ایجاد شده است، که شیاطینی از دنیای دیگر هستند. پنج روز قبل از این حادثه، جعبه‌ای که به دنیای دیگر متصل است و توسط فیلسوفان و کیمیاگران باستان ساخته شده بود، باز شده و شیاطینی که از طریق آن وارد شدند، این کشتار را رقم زده‌اند. شیاطین قوی‌تر، فانتوم نامیده می‌شوند و با خوردن انسان‌ها قوی‌تر می‌شوند، اینها نوعی از شیاطین هستند که توکو وظیفه دارد آن‌ها را پیدا و از بین ببرد. گودال‌هایی که توسط زلزله‌ها ایجاد می‌شوند، دروازه‌هایی هستند که به آن‌ها اجازه ورود به جهان را می‌دهند. همچنین تأیید شده است که اعضای اصلی تیم توکو کاملاً انسان نیستند و خود را شکارچی می‌نامند.